# オルガニア人
オルガニア人（Organian 発音はオルゲニアン）はアメリカのSFテレビドラマ『スタートレック』シリーズ タイトル"Errand of Marcy"に登場する、地球人より遥か何万年前から存在する肉体を持たない異星人。この作品は、武器を取り上げるという発想が理想的で、世界の平和に対する認識を変えさせた。

## 解説
『宇宙大作戦』の第1シーズン第26話"Errand of Mercy"（日本では第29話『クリンゴン帝国の侵略』）および『エンタープライズ』の第4シーズン第11話（シリーズ第87話）"Observer Effect"（邦題：『死の観察者』）に現れる異星人で、地球人やクリンゴン人より驚異的に数百万年も進んだ身体を超越した精神的生命体。 母星はオルガニア星。極めて平和的、良心的な種族。しかし、その一方で、他の種族にウイルスを感染させ一切助けずに反応を観察（実験動物扱いする）するという冷酷な面をもっている。彼らが観察する中で死者が発生し、宇宙船の乗員がウイルスにより全滅するような例もあった。

## エピソード
TV版クリンゴン帝国との和平交渉が決裂。中立地帯に位置するオルガニア星を惑星連邦に加盟させて保護するたためにカークとスポックがオルガニアを訪れた。しかし、その星には中世の牧歌的な村があるだけだった。しかも長い間進歩の跡がなかった。
支配者がいると思われる石造りの城の庭にいきなり転送で現れてもそこで生活する住人達は全く驚きもしないで歩いている。するとエイルボーンと名乗るひとりの老人(会議員)が迎えに来た。平等な社会オルゲニアには代表もいない。会議室には5人のオルガニアの老人が集まった。カーク船長はクリンゴンは軍事独裁国家であり、侵略される前に民主的な地球人が守り、この星を豊かにすると説得するが、そこの長老たちは暫く話し合った後、助けは要らない、逆にあなた方は直ぐにここを去る必要があると丁重に言ってきた。ただ、ここで理由を言えば直ぐにこの話が終わるため、オルガニア星人の正体は明かせないシナリオになっている。このTV時代の演出はクリンゴン人はマスクでなくメイクだけになっている。
そして、コール船長率いる8隻のクリンゴン船がオルゲニア星の軌道に現れ、数百人の占領軍が転送で上陸した。カークはオルゲニア人、スポックはバルカン商人に変装し、破壊工作のために深夜に武器倉庫を爆破するが、オルゲニア人との会話をコール船長に盗聴されて2人は牢に幽閉されてしまう。10人の牢兵がいたが、オルゲニア人エイルボーンは牢を開けた。
オルゲニア人は何百万年もかけて進化し、肉体を必要としないレベルにまで到達している。彼らは両者の殺傷を止めるため、武器と人が触れる武器全てを一瞬で高熱に加熱し、双方の軍事力を戦闘不能にしてしまった。カークとコールは、オルゲニア人達の前で 権利を主張しまだ口喧嘩をしている。エイルボーンは仲裁し、他人の干渉はしたくないが、惑星を壊し人を殺し、犠牲にするそんなくだらない権利は要らない。君たちの様な生物は苦痛になるからここを去ってもらう。数百万年前、我々オルゲニア人も、人類に似たヒューマノイドだったが、進化の結果として身体は不要になった、この姿は、あなた方と会話するための仮の姿だと言ってまぶしい光と化して消えてしまう。彼らのすべての家や施設、人も、客人の位置や迎えるための便宜上の作り物だった。オルゲニア人はそれ程驚異的に進化した存在だった。
この事件の後、オルゲニアでは戦えないために『オルガニア平和条約』が締結され、このエリアでの連邦とクリンゴンの全面戦争は行われなくなった。